# Philoptila
Philoptila is een geslacht van vlinders van de familie Lecithoceridae.

## Soorten
- P. effrenata Meyrick, 1918
- P. fenestrata Gozmany, 1978
- P. metalychna Meyrick, 1935